# University of North Carolina at Greensboro
University of North Carolina at Greensboro (även UNCG och UNC Greensboro) är ett offentligt forskningsuniversitet i Greensboro i North Carolina i USA som är en del av det delstatliga universitetssystemet i North Carolina.
Institutionen grundades 1891 som State Normal and Industrial School och länge utbildade man enbart kvinnor. Först bytte man namn efter några år till State Normal and Industrial College och 1919 till North Carolina College for Women. Mellan 1932 och 1963 hette institutionen University of North Carolina Women's College och kallades "the WC". De första afroamerikanerna fick studera vid University of North Carolina Women's College år 1956. Så småningom kom man fram till att ta in också män och sedan 1963 heter universitetet University of North Carolina at Greensboro.